# Un meraviglioso batticuore
Un meraviglioso batticuore (Some Kind of Wonderful) è un film romantico statunitense del 1987, interpretato da Eric Stoltz, Lea Thompson e Mary Stuart Masterson. Il film, che tratta il mondo dell'adolescenza, è scritto da John Hughes, e diretto da Howard Deutch.

## Trama
In un liceo americano dove vige una rigida gerarchia sociale, si svolge la storia di Watts, una ragazza dal fare un po' mascolino, migliore amica di Keith Nelson, meccanico e sensibile artista che perde la testa per la bella e ricca Amanda Jones, una delle ragazze più popolari della scuola. Questo porta Watts a rendersi conto di provare qualcosa di molto di più di una vera amicizia e a tentare di proteggerlo dalla vendetta di Jenns Hardy, ex fidanzato di Amanda.

## Cast
- Eric Stoltz - Keith Nelson
- Mary Stuart Masterson - Watts
- Lea Thompson - Amanda Jones
- Craig Sheffer - Hardy Jenns
- John Ashton - Cliff Nelson
- Elias Koteas - Duncan
- Molly Hagan - Shayne
- Maddie Corman - Laura Nelson
- Jane Elliot - Carol Nelson
- Candace Cameron - Cindy Nelson
- Chynna Phillips - Mia
- Scott Coffey - Ray

## Colonna sonora
La colonna sonora di questo film è stata prodotta dalla Hughes music/MCA ed è composta da artisti vari, tipicamente anni '80. La compilation non riporta tutte le canzoni presenti nel film, come per la performance degli Psychedelic Furs dal titolo Pretty in pink e il brano Miss Amanda Jones dei Rolling Stones.

### Tracce
- Do Anything (Pete Shelley) - 3:44
- Brilliant Mind (Furniture) - 4:13
- Cry Like This (Blue Room) - 4:08
- I Go Crazy (Flesh for Lulu) - 3:55
- She Loves Me (Stephen Duffy) - 3:42
- Hardest Walk (The Jesus And Mary Chain) - 3:13
- Shyest Time (The Apartments) - 3:36
- Miss Amanda Jones (March Violets) - 3:18
- Can't Help Falling In Love (Lick The Tins) - 3:10
- Turn To The Sky (March Violets) - 3:58